# 1514 Ricouxa
1514 Ricouxa eller 1906 UR är en asteroid i huvudbältet, som upptäcktes 22 augusti 1906 av den tyske astronomen Max Wolf i Heidelberg.
Asteroiden har en diameter på ungefär 7 kilometer och den tillhör asteroidgruppen Flora.